# Верещагин, Николай Александрович
Никола́й Алекса́ндрович Вереща́гин (род. 11 мая 1944) — российский прозаик, член Союза писателей России. Живёт и работает в г. Москве.

## Биография
Родился в 1944 году в Магнитогорске.
Окончив школу, поступил на филологический факультет Уральского государственного университета. После третьего курса оставил университет и поступил на сценарный факультет ВГИКа.
В 1969 году, будучи студентом, опубликовал в журнале "Москва" свою дебютную повесть, а вскоре, не имея еще ни одной книги,  был принят в Союз писателей СССР - случай по тем временам исключительный.
В последующие годы опубликовал в журналах и выпустил в столичных издательствах еще несколько своих повестей и романов. Был членом редколлегии журнала "Москва", членом редсовета издательства "Современник", сотрудником  "Литературной газеты".
В начале 90-х перестал издавать свою прозу и занялся переводами. Издал больше двадцати книг переводов с английского и итальянского..
В 2007 году после долгого перерыва опубликовал в журнале "Континент" еще один свой роман "Свеча горела", написанный за 15 лет до этого. Роман этот попал в лонг-лист "Русского Букера", а известный критик В.Топоров назвал его лучшей публикацией года, добавив, что "Н.Верещагин - один из самых недооцененных  (да и попросту незамеченных) отечественных прозаиков".

## Литературная деятельность

### Романы
- Крутая гора
- Corvus corone
- Свеча горела

### Повести
- «Горький мёд»
- «Любовь к велосипеду»
- «Приключение» — (маленькая повесть)
- «Роднички» — (сентиментальная повесть)

### Книги
1. 1972 — «Сезонники» (повести). — Москва, «Советский писатель», 239 с.
2. 1977 — «Роднички» (сентиментальная повесть). — Москва, «Советский писатель», 206 с.
3. 1980 — «Приключение» (две повести). — Москва, «Современник», 176 с. Тираж: 75000 экз.
4. 1983 — «Крутая гора» (роман). — Москва, «Современник», 397 с. Серия «Новинки „Современника“».
5. 1984 — «Золотой колосок» (для дошкольного возраста). — Москва, «Малыш», 24 с. Рисунки В. Маркина.
6. 1986 — «Любовь к велосипеду» (повести). — Москва, «Современник», 267 с. Тираж: 100000 экз.
7. 1989 — «Горький мёд» (повести и рассказы). — Москва, «Молодая гвардия», 254 c. Художник: А. Борисоглебский. Тираж: 100000 экз. ISBN 5-235-00946-0

### Публикации
1. «Любовь к велосипеду» (повесть). — «Роман-газета для юношества» (Москва), 1990, № 3. Тираж: 100000 экз.
2. «Свеча горела» (роман). — «Континент» (Москва), 2007, № 131.